# Amaenaide yo
Amaenaide yo!! (jap. あまえないでよっ) – manga dla osób dorosłych, pierwotnie napisana przez Sogabe Toshinori, znana również pod tytułem Ah My Buddha, opublikowana po raz pierwszy w magazynie Comic Gum. Adaptacje w postaci anime były emitowane przez AT-X, jedną ze stacji podległych TV Tokyo. Druga seria mangi, nazwana Amaenaide yo!! MS! została opublikowana 3 lata później.

## Bohaterowie
- Ikkou Satonaka (里中逸剛 Satonaka Ikkou)

Seiyū: Chihiro Suzuki 
- Chitose Nanbu (南部千歳 Nanbu Chitose)

Seiyū: Mai Nakahara 
- Yuuko Atouda (阿刀田結子 Atouda Yuuko)

Seiyū: Chieko Higuchi 
- Haruka Amanogawa (天川春佳 Amanogawa Haruka)

Seiyū: Akeno Watanabe 
- Sumi Ikuina (生稲雛美 Ikuina Sumi)

Seiyū: Tomoko Kawakami 
- Hinata Sugai (為我井陽 Sugai Hinata)

Seiyū: Ryoko Shintani 
- Sakura Sugai (為我井さくら Sugai Sakura)

Seiyū: Haruhi Terada 